# The Definitive Collection (album, Santana)
The Definitive Collection je dvojni kompilacijski album skupine Santana, ki je izšel leta 1995. Album pretežno vsebuje posnetke skupine iz 60. in 70. let dvajsetega stoletja.

## Seznam skladb
| Disk 1 | Disk 1                                               | Disk 1                                                   | Disk 1                   | Disk 1  |
| Št.    | Naslov                                               | Pisec                                                    | Z albuma                 | Dolžina |
| ------ | ---------------------------------------------------- | -------------------------------------------------------- | ------------------------ | ------- |
| 1.     | „Jin-Go-Lo-Ba‟                                       | Babatunde Olatunji                                       | Santana, 1969            | 4:08    |
| 2.     | „Evil Ways‟                                          | Clarence "Sonny" Henry                                   | Santana, 1969            | 3:54    |
| 3.     | „Soul Sacrifice‟                                     | Carlos Santana, Gregg Rolie, David Brown, Marcus Malone  | Santana, 1969            | 6:37    |
| 4.     | „Black Magic Woman/Gypsy Queen‟                      | Peter Green/Gábor Szabó                                  | Abraxas, 1970            | 5:20    |
| 5.     | „Oye Como Va‟                                        | Tito Puente                                              | Abraxas, 1970            | 4:17    |
| 6.     | „Samba Pa Ti‟ (instrumental)                         | Santana                                                  | Abraxas, 1970            | 4:32    |
| 7.     | „Everybody's Everything‟                             | Milton Brown, Tyrone Moss, Santana                       | Santana III, 1971        | 3:31    |
| 8.     | „Song of the Wind‟                                   | Rolie, Santana, Neal Schon                               | Caravanserai, 1972       | 6:03    |
| 9.     | „Let the Children Play‟                              | Leon Patillo, Santana                                    | Festival, 1977           | 2:37    |
| 10.    | „Europa (Earth's Cry Heaven's Smile)‟ (instrumental) | Tom Coster, Santana                                      | Amigos, 1976             | 4:59    |
| 11.    | „She's Not There‟                                    | Rod Argent                                               | Moonflower, 1977         | 4:03    |
| 12.    | „I'll Be Waiting‟                                    | Santana                                                  | Moonflower, 1977         | 5:14    |
| 13.    | „Well All Right‟                                     | Norman Petty, Buddy Holly, Jerry Allison, Joe B. Mauldin | Inner Secrets, 1978      | 4:10    |
| 14.    | „Hold On‟                                            | Ian Thomas                                               | Shangó, 1982             | 4:28    |
| 15.    | „They All Went to Mexico‟                            | Greg Brown                                               | Havana Moon, 1983        | 4:59    |
| 16.    | „Say it Again‟                                       | Val Garay, Goldstein, Lapeau                             | Beyond Appearances, 1985 | 3:30    |

| Disk 2          | Disk 2                             | Disk 2                                         | Disk 2              | Disk 2  |
| Št.             | Naslov                             | Pisec                                          | Z albuma            | Dolžina |
| --------------- | ---------------------------------- | ---------------------------------------------- | ------------------- | ------- |
| 1.              | „Hope You're Feeling Better‟       | Rolie                                          | Abraxas, 1970       | 4:10    |
| 2.              | „No One to Depend On‟              | Michael Carabello, Coke Escovedo, Rolie        | Santana III, 1971   | 5:31    |
| 3.              | „Stone Flower‟                     | Antonio Carlos Jobim, Santana, Michael Shrieve | Caravanserai, 1972  | 6:14    |
| 4.              | „One Chain (Don't Make No Prison)‟ | Dennis Lambert, Brian Potter                   | Inner Secrets, 1978 | 7:13    |
| 5.              | „Winning‟                          | Russ Ballard                                   | Zebop!, 1981        | 3:28    |
| 6.              | „Nowhere to Run‟                   | Ballard                                        | Shangó, 1982        | 4:01    |
| Skupna dolžina: | Skupna dolžina:                    | Skupna dolžina:                                | Skupna dolžina:     | 104:20  |